# Polinom
Polinóm, mnogočlénik ali veččlenik stopnje n, je linearna kombinacija potenc z nenegativnimi celimi eksponenti.

## Splošno
Splošni zapis polinoma
{\displaystyle p_{n}(x)=a_{n}x^{n}+a_{n-1}x^{n-1}+a_{n-2}x^{n-2}+\cdots +a_{2}x^{2}+a_{1}x+a_{0}\qquad (1)}
ali krajše
{\displaystyle p_{n}(x)=\sum _{k=0}^{n}a_{k}x^{k}\qquad (2),}
kjer so koeficienti
{\displaystyle a_{n},a_{n-1},a_{n-2},\ldots a_{2},a_{1},a_{0}\;;\;a_{n}\neq 0\qquad (3)}
poljubna realna števila ali kompleksna števila. Polinome uvrščamo med cele racionalne funkcije. Preprosti polinomi so realne funkcije ene realne spremenljivke:
{\displaystyle p:\mathbb {R} \to \mathbb {R} \quad p:x\mapsto p(x)\qquad (4).}
Osnovni parametri polinoma so:
- stopnja polinoma st(p) = n
- vodilni koeficient an
- prosti člen a0.

Glede stopnje polinoma ločimo
- polinom ničte stopnje (n = 0) ali konstantni polinom

{\displaystyle p_{0}(x)=a_{0},a_{0}\neq 0\qquad (5),}
- polinom prve stopnje (n = 1) ali linearni polinom

{\displaystyle p_{1}(x)=a_{1}x+a_{0},a_{1}\neq 0\qquad (6),}
- polinom druge stopnje (n = 2) ali kvadratni polinom

{\displaystyle p_{2}(x)=a_{2}x^{2}+a_{1}x+a_{0},a_{2}\neq 0\qquad (7)}
- polinom tretje stopnje (n = 3) ali kubični polinom

{\displaystyle p_{3}(x)=a_{3}x^{3}+a_{2}x^{2}+a_{1}x+a_{0},a_{3}\neq 0\qquad (8)...}
Graf polinoma je nepretrgana ravninska polinomska krivulja n-te stopnje:
{\displaystyle Gr_{p}=\left\{{T(x,p(x));\left({x\in \mathbb {R} }\right)\wedge \left({y=p(x)}\right)}\right\}\subset \mathbb {R} \times \mathbb {R} \qquad (9).}

## Enakost polinomov
Polinoma
{\displaystyle p_{n}(x)=a_{n}x^{n}+a_{n-1}x^{n-1}+\cdots +a_{2}x^{2}+a_{1}x+a_{0},\;a_{n}\neq 0}
in
{\displaystyle q_{m}(x)=b_{m}x^{m}+b_{m-1}x^{m-1}+\cdots +b_{2}x^{2}+b_{1}x+b_{0},\;b_{m}\neq 0}
sta med seboj enaka, če se ujemata v stopnji (n = m) in v vseh koeficientih (za vsak k ≤ n velja ak = bk).

## Računske operacije nad polinomi
Nad polinomi lahko izvajamo naslednje računske operacije:
- množenje polinomov s konstanto
- seštevanje polinomov
- odštevanje polinomov
- množenje polinomov
- deljenje polinomov
- potenciranje polinomov.

Za računske operacije, ki jih izvajamo nad polinomi veljajo enaki računski zakoni kot za računanje s celimi števili.

### Množenje polinoma s konstanto
Pri množenju polinoma s konstanto množimo vse njegove člene s to konstanto:
{\displaystyle (c\cdot p)(x)=\sum _{k=0}^{n}ca_{k}x^{k},c\in \mathbb {R} \qquad (10).}

### Seštevanje polinomov
Seštevanje dveh ali več polinomov izvajamo tako, da seštevamo med seboj člene z enakimi potencami. Stopnja vsote je manjša ali kvečjemu enaka najvišji stopnji izmed vseh polinomov v vsoti.
{\displaystyle (p_{n}+q_{m})(x)=\sum _{k=0}^{n}a_{k}x^{k}+\sum _{l=0}^{m}b_{l}x^{l}=\sum _{k=0}^{\max(m,n)}(a_{k}+b_{k})x^{k}\qquad (11)}

### Odštevanje polinomov
Odštevanje polinomov je nasprotna računska operacija seštevanju, zato za odštevanje polinomov veljajo enaka pravila kot za seštevanje:
{\displaystyle (p_{n}-q_{m})(x)=\sum _{k=0}^{n}a_{k}x^{k}-\sum _{l=0}^{m}b_{l}x^{l}=\sum _{k=0}^{\max(m,n)}(a_{k}-b_{k})x^{k}\qquad (12).}

### Množenje polinomov
Polinome med seboj množimo po distributivnostnem pravilu ali pravilu o razčlenjevanju.
{\displaystyle (p_{n}\cdot q_{m})(x)=\left({\sum _{k=0}^{n}a_{k}x^{k}}\right)\cdot \left({\sum _{l=0}^{m}b_{l}x^{l}}\right)=\sum _{k=0}^{n}{\sum _{l=0}^{m}a_{k}b_{l}x^{k+l}}=\sum _{i=0}^{n+m}{\left({\sum _{k+l=i}^{}a_{k}b_{l}}\right)}x^{i}\qquad (13)}
Velja naslednje: Vodilni koeficient produkta dveh ali več polinomov je enak produktu vodilnih koeficientov posameznih polinomov. Prosti člen produkta dveh ali več polinomov je prav tako enak produktu prostih členov posameznih polinomov. Stopnja produkta dveh ali več polinomov je enaka vsoti stopenj posameznih polinomov.

### Deljenje polinomov
Pri deljenju polinomov se oprimemo osnovnega izreka o deljenju, ki pravi: Za poljubna polinoma p stopnje n in q stopnje m, kjer velja n > m, obstajata natanko določena polinoma k in r, tako da velja
{\displaystyle p_{n}(x)=k_{n-m}(x)\cdot q_{m}(x)+r(x)\qquad (14).}
Polinom k imenujemo količnik (stopnje n - m), polinom r pa ostanek (stopnje 0 ≤ st(r) < m).

### Deljenje polinomaps polinomom (x−a)
Posebej zanimiv primer deljenja je deljenje polinoma p z linearnim polinomom oblike (x − a). Ker je stopnja ostanka vedno manjša od stopnje delitelja, mora biti ostanek pri takem deljenju stopnje 0 - ostanek je torej konstanten polinom (število):
{\displaystyle p(x)=(x-a)\,k(x)+o}
Če v zgornjo enakost vstavimo vrednost x = a, se izkaže, da je vrednost p(a) ravno enaka zgoraj omenjenemu ostanku. Torej velja pomembna zakonitost:
Ostanek pri deljenju polinoma p s polinomom (x − a) je vedno enak kot vrednost polinoma p v točki a.
Če je število a ničla polinoma p, je ostanek seveda enak 0 in to pomeni, da lahko polinom zapišemo v obliki produkta dveh faktorjev:
{\displaystyle p(x)=(x-a)\,q(x)}

## Razcep polinomov
Če poznamo vse ničle, lahko polinom stopnje n zapišemo v razcepljeni (ničelni) obliki:
{\displaystyle p(x)=A(x-a_{1})(x-a_{2})\cdots (x-a_{n})}
Število A je vodilni koeficient polinoma, števila a1, a2, ..., an pa so ničle.
Pri tem se lahko upravičeno vprašamo, ali polinom sploh ima ničle. Obstoj ničel zagotavlja osnovni izrek algebre (imenovan tudi Gaussov izrek). Žal pa ne obstaja noben splošni postopek, s katerim bi lahko izračunali vse ničle katerega koli polinoma. Pri iskanju ničel si zato pomagamo z različnimi postopki, med katerimi so najpomembnejši:
- pravila za razcepljanje veččlenikov,
- Hornerjev algoritem,
- numerične metode, npr. metoda bisekcije.

## Viètove formule polinoma
Naj bo 
{\displaystyle p(x)=a_{n}x^{n}+a_{n-1}x^{n-1}+\dots +a_{2}x^{2}+a_{1}x+a_{0}} 
polinom stopnje {\displaystyle n}, {\displaystyle a_{n},a_{n-1},\dots ,a_{2},a_{1},a_{0}}koeficienti polinoma in {\displaystyle a_{n}\neq 0.} Z {\displaystyle \alpha _{1},\alpha _{2},\dots ,\alpha _{n}}označimo (ne nujno različne) ničle polinoma {\displaystyle p}. Potem med ničlami polinoma {\displaystyle p} in njegovimi koeficienti obstajajo relacije, ki jih imenujemo Vietove formule polinoma. Imenujejo se po francoskem matematiku Françoisu Vièteu.
Glasijo se takole:
{\displaystyle {\begin{aligned}&\alpha _{1}+\alpha _{2}+\dots +\alpha _{n-1}+\alpha _{n}=-{\dfrac {a_{n-1}}{a_{n}}}\\&(\alpha _{1}\alpha _{2}+\alpha _{1}\alpha _{3}+\cdots +\alpha _{1}\alpha _{n})+(\alpha _{2}\alpha _{3}+\alpha _{2}\alpha _{4}+\cdots +\alpha _{2}\alpha _{n})+\cdots +\alpha _{n-1}\alpha _{n}={\dfrac {a_{n-2}}{a_{n}}}\\{}\quad &\vdots \\&\alpha _{1}\alpha _{2}\dots \alpha _{n}=(-1)^{n}{\dfrac {a_{0}}{a_{n}}}.\end{aligned}}}

### Zgledi

#### Polinom stopnje 2
Polinom stopnje 2, ali bolj pogosto kvadratna funkcija je polinom oblike
{\displaystyle p(x)=ax^{2}+bx+c,\;a\neq 0.}
Viètovi formuli za kvadratno funkcijo z ničlama {\displaystyle x_{1}}in {\displaystyle x_{2}} večina že pozna iz osnovne ali srednje šole. Glasijo se takole:
{\displaystyle {\begin{aligned}&x_{1}+x_{2}=-{\frac {b}{a}}\\&x_{1}x_{2}={\frac {c}{a}}\end{aligned}}}

#### Polinom stopnje 3
Splošna oblika polinoma 3. stopnje je 
{\displaystyle p(x)=ax^{3}+bx^{2}+cx+d,\;a\neq 0.}
Viètove formule za polinom stopnje 3 z ničlami {\displaystyle \alpha _{1},\alpha _{2}}in {\displaystyle \alpha _{3}} se glasijo:
{\displaystyle {\begin{aligned}&\alpha _{1}+\alpha _{2}+\alpha _{3}=-{\frac {b}{a}}\\&\alpha _{1}\alpha _{2}+\alpha _{1}\alpha _{3}+\alpha _{2}\alpha _{3}={\frac {c}{a}}\\&\alpha _{1}\alpha _{2}\alpha _{3}=-{\frac {d}{a}}.\end{aligned}}}
Oglejmo si lahek zgled uporave Viètovih formul:
Naloga: Polinom {\displaystyle p} naj bo podan z {\displaystyle p(x):=x^{3}+2x^{2}+3x+4,}z {\displaystyle \alpha ,\beta } in {\displaystyle \gamma } pa označimo njegove ničle. Ne da bi izračunal ničle polinoma {\displaystyle p} izračunaj vrednost izraza {\displaystyle \alpha ^{2}+\beta ^{2}+\gamma ^{2}.}
Rešitev: Izraz {\displaystyle \alpha ^{2}+\beta ^{2}+\gamma ^{2}} je enak {\displaystyle (\alpha +\beta +\gamma )^{2}-2(\alpha \beta +\alpha \gamma +\beta \gamma ).} V njem opazimo Viètove formule za polinom {\displaystyle p}, ki so{\displaystyle \alpha +\beta +\gamma =-{\frac {a_{2}}{a_{3}}}=-{\frac {2}{1}}=-2,\;\alpha \beta +\alpha \gamma +\beta \gamma ={\frac {a_{1}}{a_{3}}}={\frac {3}{1}}=3} in {\displaystyle \alpha \beta \gamma =(-1)^{3}{\frac {a_{0}}{a_{3}}}=-{\frac {4}{1}}=-4}. 
Vidimo, da se produkt ničel ne ponavlja v našem izrazu, zato uporabimo samo prvi dve in dobimo
{\displaystyle \alpha ^{2}+\beta ^{2}+\gamma ^{2}=}{\displaystyle (\alpha +\beta +\gamma )^{2}-2(\alpha \beta +\alpha \gamma +\beta \gamma )=(-2)^{2}-2\cdot 3=-2.}
Opomba:

Če bi poskušali izračunati ničle zgoraj podanega polinoma {\displaystyle p} bi se zelo namučili. Osnovni izrek algebre nam zagotavlja obstoj treh kompleksnih ničel, ne vemo pa kako se jih izračuna. Ena izmed metod so Cardanove formule, ki so zelo računsko zahtevne. S kakšnim spletnim programom za simbolno računanjem lahko pokažemo, da so ničle polinoma {\displaystyle p}:
{\displaystyle {\begin{aligned}x_{1}={\frac {1}{3}}{\sqrt[{3}]{-2-{\frac {5^{\frac {2}{3}}}{\sqrt[{3}]{3{\sqrt {6}}-7}}}+{\sqrt[{3}]{15{\sqrt {6}}-35}}}}\\x_{2}={\frac {1}{6}}{\sqrt[{3}]{-4-{\frac {5^{\frac {2}{3}}(1-i{\sqrt {3}})}{\sqrt[{3}]{3{\sqrt {6}}-7}}}+(-1-i{\sqrt {3}}){\sqrt[{3}]{15{\sqrt {6}}-35}}}}\\x_{3}={\frac {1}{6}}{\sqrt[{3}]{-4-{\frac {5^{\frac {2}{3}}(1+i{\sqrt {3}})}{\sqrt[{3}]{3{\sqrt {6}}-7}}}+(-1+i{\sqrt {3}}){\sqrt[{3}]{15{\sqrt {6}}-35}}}}.\end{aligned}}}
Opazimo, da nam Viètove formule dajo zelo lepo povezavo med ničlami in koeficienti polinoma. Pomislimo sedaj, kako bi preverili, da je {\displaystyle x_{1}+x_{2}+x_{3}}res enako {\displaystyle -2}, če ne bi poznali formul in bi se računanja lotili z izračunanimi ničlami.